# Acetat de fenilmercur
Acetatul de fenilmercur este un compus organomercuric cu formula chimică C6H5HgOCOCH3. Este utilizat ca dezinfectant, conservant și antitranspirant.